# As Hortênsias
As Hortênsias (1973) é uma peça teatral do teatrólogo brasileiro Aldo Calvet.

## Sinopse
Drama que retrata o sonho da compreensão mútua, na qual uma família vive em perfeita harmonia mesmo diante da descoberta de um filho fruto de um caso extraconjugal.